# Миллер, Уильям Т.
Уильям Т. Миллер (24 августа 1911 г. — 15 ноября 1998 г.) — американский профессор органической химии в Корнеллском университете. Его экспериментальные исследования включали исследования механизма добавления галогенов, особенно фтора, к углеводородам. Его работа была сосредоточена в первую очередь на физических и химических свойствах фторуглеродов и хлорфторуглеродов, а также синтез новых электрофильных реагентов.
Миллер провел исследование химически стойких материалов, из которых он разработал хлорфторуглеродных полимеров, используемый в K-25, первом газодиффузионном заводе, построенном для разделения изотопов урана. Завод К-25 был решающим фактором в разработке «Малыша» и другого раннего ядерного оружия. Миллер был также первым, кто синтезировал метоксифлуран, летучий ингаляционный анестетик.

## Ранняя жизнь и образование
Миллер родился в Уинстон-Сейлеме, Северная Каролина в 1911 году. Он получил степень бакалавра в 1932 году и докторскую степень в 1935 году, обе от Дьюкского университета. Он был научным сотрудником Лилли в Стэнфордском университете с 1935 по 1936 год.

## Ранняя карьера
Миллер пришёл на химический факультет Корнеллского университета в качестве преподавателя в конце 1936 года. Его исследования были сосредоточены на химии фторорганических соединений, особенно на синтезе химически нереактивных хлорфторуглеродов.

## Манхэттенский проект
В 1942 году, в начале Манхэттенского проекта, рассматривались три метода обогащения урана: газовая диффузия, термодиффузия и электромагнитное разделение. Метод газовой диффузии включает пропускание газообразного гексафторида урана (UF6) через серию полупроницаемых мембран для разделения делящегося урана-235 (235U) и неделящегося изотопа урана-238 (238U). Однако сначала было необходимо разработать нереактивные химические соединения, которые можно было бы использовать в качестве покрытия, смазки и прокладки для поверхностей, которые будут соприкасаться с газом UF6, который является высокореактивным и коррозионным веществом. Благодаря опыту Миллера в области химии фторорганических соединений, он был нанят учеными Манхэттенского проекта для синтеза и разработки таких материалов. Миллеру и его команде удалось разработать несколько новых нереактивных хлорфторуглеродных полимеров, что сделало возможным строительство газодиффузионного завода K-25 в Ок-Ридже, на котором производился уран для одного из первых ядерных боеприпасов. Для этого генерал-майор Лесли Гровс, военный руководитель Манхэттенского проекта, направил Миллеру благодарственное письмо, в котором говорилось: 
Я хочу выразить вам свою признательность за ваш вклад в разработке атомной бомбы. Проведенные вами инженерные исследования привели к разработке определенных материалов, необходимых на большом производственном предприятии, и были необходимы для нашего успеха.
Исследования Миллера во время Манхэттенского проекта также включали первый химический синтез метоксифлурана, галогенированного эфира, который клинически использовался в качестве ингаляционного анестетика с 1960 по 1974 год.

## Дальнейшая карьера
Миллер стал профессором в 1947 году и оставался на этой должности до выхода на пенсию в 1977 году. Миллер возглавлял комитеты, которые планировали строительство исследовательской башни Спенсера Т. Олина и реконструкцию лаборатории Бейкера, которая происходила с 1968 по 1975 год. Миллер также был одним из основателей Kendall at Ithaca, жилого пенсионного сообщества, организованного вышедшими на пенсию преподавателями Корнелла.

## Награды, награды и общества
В 1974 году Миллер получил награду Американского химического общества за творческую работу в области химии фтора, а в 1986 году в Париже он получил медаль столетия Муассана (названа в честь Анри Муассана, открывшего фтор в 1886 году. В честь семидесятилетия Миллера в 1981 году целый выпуск «Журнала химии фтора» был посвящен Миллеру. В его честь названа профессура химического факультета Корнеллского университета.